# بورگتو لودیجیانو
بورگتو لودیجیانو (به ایتالیایی: Borghetto Lodigiano) یک کومونه در ایتالیا است که در استان لودی واقع شده‌است.

## خصوصیات
بورگتو لودیجیانو ۲۳٫۶ کیلومترمربع مساحت و ۴٬۷۵۰ نفر جمعیت دارد و ۶۸ متر بالاتر از سطح دریا واقع شده‌است.